# Witnica (Poméranie-Occidentale)
Pour les articles homonymes, voir Witnica.
Witnica est une localité polonaise de la gmina mixte de Moryń, située dans le powiat de Gryfino en voïvodie de Poméranie-Occidentale. Elle se situe à environ 44 km au sud de la ville de Gryfino et 64 km au sud de la capitale régionale Szczecin.

## Géographie

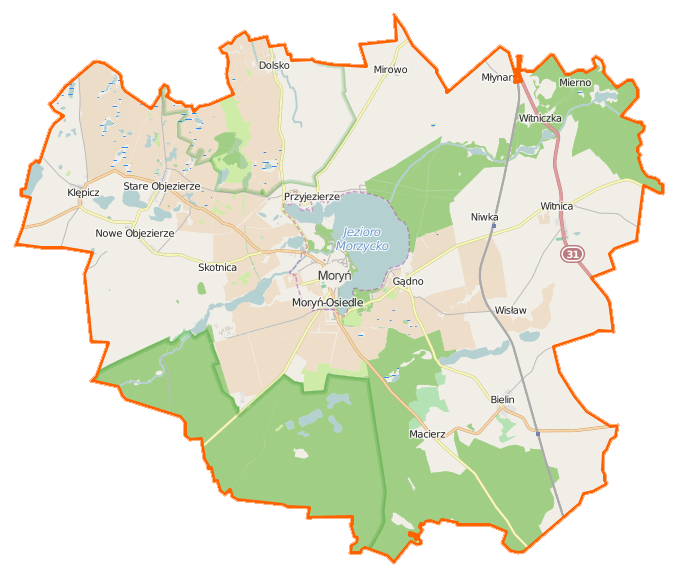
Carte de la gmina de Moryń.